# بعض الملاحظات حول الشكل المنطقي
" بعض الملاحظات على الشكل المنطقي " (بالإنجليزية: Some Remarks on Logical Form)‏ (1929  ) كانت الورقة الأكاديمية الوحيدة التي نشرها لودفيغ فيتغنشتاين على الإطلاق، واحتوت على تفكير فيتغنشتاين في المنطق وفلسفة الرياضيات مباشرة قبل الانقطاع الذي فصل بين فيتغنشتاين المبكر في مصنف منطقي فلسفي وبين فيتغنشتاين المتأخر .  يعكس النهج المتبع في الشكل المنطقي في الورقة نقد فرانك رامزي لوصف فيتغنشتاين للون في رسالة الماجستير ، وقد تم تحليل الورقة من قبل إليزابيث أنسكوم ويآركو هينتيكا ، من بين آخرين.  في رسالة إلى محرر لمجلة Mind في عام 1933، أشار فيتغنشتاين إليها باعتبارها "مقالة قصيرة (وضعيفة)". 